# Charles Farrar Browne

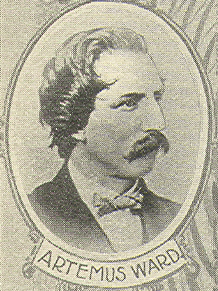
Charles Farrar Browne (med pseudonymen Artemus Ward).

Charles Farrar Browne, född 26 april 1834 i Waterford i Maine, USA, död 6 mars 1867 i Southampton, Hampshire, Storbritannien, var en amerikansk humorist, känd under pseudonymen Artemus Ward.
Browne var mycket uppskattad i Amerika och England, både som författare och föreläsare på grund av sin bisarra humor. Han framgång berodde till stor del på hans framföranden och personligeheten, och hans arbeten förlorade efter hans död snabbt i popularitet. En samlad upplaga av hans verk utkom 1875. Några av hans berättelser är översatta till svenska och intagna i Amerikanska humorister (1874).